# Лапко Степан Романович
Степан Романович Лапко (нар. 9 січня 1992) — український футбольний арбітр. У 2019 році розпочав обслуговувати футбольні матчі чемпіонату України у першій лізі.